# János Szabó
János Szabó (Szekszárd, 11 luglio 1989) è un calciatore ungherese, difensore o centrocampista del Paks.

## Carriera

### Club
Ha giocato nella massima serie ungherese con Paks e Siofok.

### Nazionale
Nel 2009 ha partecipato ai Mondiali Under-20; in seguito ha giocato anche nella nazionale ungherese Under-21.
Ha esordito con la nazionale maggiore ungherese il 22 maggio 2014 nell'amichevole Ungheria-Danimarca (2-2).

## Palmarès

### Club

#### Competizioni nazionali
- Coppa d'Ungheria: 2

Paks: 2023-2024, 2024-2025